# شودر
شودر (به آلمانی: Schöder) یک منطقهٔ مسکونی در اتریش است که در مورو واقع شده‌است. شودر ۷۳٫۸۸ کیلومتر مربع مساحت دارد ۹۰۱ متر بالاتر از سطح دریا واقع شده‌است.